# Тепловозобудування
Тепловозобудува́ння, галузь важкого машинобудування, яка замінила паротягобудування (його припинено в Україні 1957), будує, силові вози-двигуни для залізничного транспорту. У більшій кількості тепловози в Україні почали випускати з 1947 на Харківському заводі транспортного машинобудування ім. В. Малишева, з 1957 — на Луганському тепловозобудівному заводі ім. Жовтневої революції; 1965 паротяги становили лише 15% всього українського залізничного парку. Обидва заводи продукували низку серій тепловозів потужністю 2 000 і 6 000 кінських сил. Найкращими є тепловози М-62 (2000 кінських сил) та 2 Т 340-002, які в значній кількості йдуть на експорт. Тепловоз 2ТЕ-40 має офіц. марку «Україна». Продукція тепловозобудування в Україні: 1950 — 125, 1960 — 1 142, 1975 — 1309; на Луганському зав. працює бл. 14000, на Харківському — бл. 8 000 робітників. Продукція України становила бл. 95% усієї продукції тепловозобудування в СРСР; значну частину її експортували за межі СРСР: у 1969—1973 Луганський завод експортував понад пол. своєї продукції, зокрема до інших соц. країн, включно з Півною Кореєю. 
Тепловозобудівнагалузь потребує значної кількості металу і розміщується в районах металургійних баз.